# André Sima
Pour les articles homonymes, voir Sima.
André Sima est un photographe d'origine hongroise installé au Canada après l'invasion de la Hongrie par les troupes soviétiques en 1956, au lendemain de l'insurrection de Budapest.  

## Carrière professionnelle
De 1957 et 1980, André Sima exerce son métier à Montréal en pratiquant de la photographie commerciale d'abord sous la raison sociale "Executive Portrait Company", puis sous le nom d'"International Press Service". Ses activités se concentrent sur les portraits d'individus en studio, sur les photographies de familles et sur les activités sociales, artistiques et commerciales de la société montréalaise. Il fit des incursions dans le milieu diplomatique, pour des commandes de portraits de diplomates, de photographies de réceptions, de bals et autres activités sociales. Il est présent également dans le milieu artistique notamment au théâtre de la Poudrière ou à la Place des arts. Il s'implique également auprès du ministère des Transports du Canada pour la voie maritime du Saint-Laurent au cours des années soixante et réalise des clichés de l'Exposition universelle de Montréal en 1967.  
Le 17 mai 1963, le Front de libération du Québec place dix bombes dans dix boîtes aux lettres résidentielles du quartier de Westmount. Walter Leja, sergent-major de l'Armée canadienne est blessé en essayant de désamorcer un des engins explosifs. Sima a pu saisir sur pellicule les instants précédents l'explosion ainsi que le moment même de la détonation. Pour ces clichés intitulés "Death Came by Mail",  André Sima reçoit en 1964 le premier prix de la photographie section photos d'actualité décerné par la National Press Photographers Association des États-Unis de l'école de journalisme de l'université du Missouri.   
André Sima déménage en 1980 à Ottawa et oriente sa carrière vers le milieu diplomatique, tout en conservant des activités photographiques dans les milieux familiaux et commerciaux de la capitale. 
Le fonds d'archives André Sima contient 67 700 photographies.